# Rafael Puigmoltó Pérez
Rafael Puigmoltó Pérez (17 de mayo de 1806 — 8 de febrero de 1890) fue un aristócrata español, II conde de Torrefiel y oriundo de Valencia. 
Probablemente fue corregidor de Valencia durante el segundo reinado de Fernando VII (1813-1833). 

## Biografía
Puigmoltó Pérez fue un hombre con ambiciones políticas y cortesanas, no obstante Fernando VII lo mantuvo a una distancia prudente, cualesquiera fuesen los motivos. El conde terminó abrazando la causa Carlista, contraria a Fernando, lo que jamás perdonó el Rey.
En 1836, en tiempos de la regencia de María Cristina de Borbón-Dos Sicilias, Puigmoltó Pérez fue encarcelado en Ceuta durante diez años por "infidencia y espionaje", y se le retiró la llave de gentilhombre, aunque se la reintegraron junto con todos sus honores tras ser liberado, además de obtener el cargo de senador vitalicio.

## Matrimonio
Puigmoltó Pérez se casó con Pascuala Mayans Enríquez de Navarra (†1879), hermana de Luis Mayans y Enríquez de Navarra (1805—1880). Tuvieron una hija y un hijo: 
- María del Carmen Puigmoltó Mayans (1825—1893)
- Enrique Puigmoltó y Mayans (1827—1900), III conde de Torrefiel, I vizconde de Miranda, favorito y amante de Isabel II de España.